# 토머스 리드

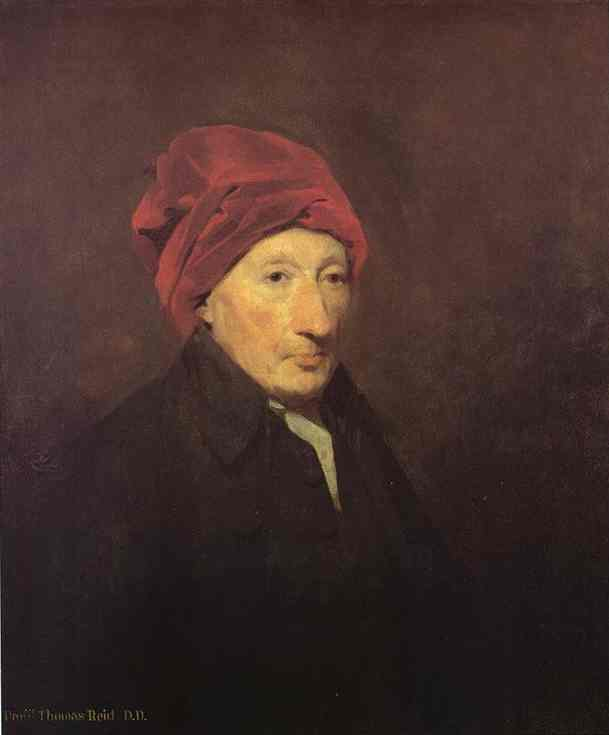
토머스 리드

토머스 리드(영어: Thomas Reid, 1710년~1796년)는 18세기 스코틀랜드의 철학자이다.
애버딘 대학에서 배우고, 후에 교수가 되었다. 도덕철학에 대해서는 조지 턴불에게 많은 영향을 받았다. 1764년 애덤 스미스의 후임으로 글래스고 대학으로 옮겨가서 도덕철학 교수가 되었다. 이 해 주저 <상식의 원리에 입각한 인간 정신의 연구>를 발표하여 상식의 철학을 주창함으로써 흄의 파괴적 회의론에 반대하는 사상 운동을 일으켰다.

## 보편 상식 실재론
그는 진리란 증명의 필요가 없는 직접적인 자명(自明)한 원리에 입각하는 것이며, 그 원리는 우리들의 의식의 근원에 있는 직관능력이라고 규정하고, 이것에 의한 지식을 상식이라고 하면서 인간 지식이나 도덕의 보편성·객관성을 논증(論證)하려 했다. 이 사상은 흄 철학에 대한 반동으로 18세기 말부터 19세기 초의 영국에 널리 영향을 주었고, 또한 피에르 폴 루아예콜라르(1763~1845), 테오도르 시몽 주프루아(1796~1842) 등에 의해서 프랑스에도 전해졌다.
그는 모든 인간을 태어날 때부터 보편상식을 가지고 태어나며, 그들의 감정과 행동은 그런 상식의 기초 원리에 의해 작동된다는 것이다. 보편 상식의 요소들은 내재적이며 직접적인 직관적 지식을 제공하지만, 확고한 지식은 외부 세계의 체험적 관찰을 통하여 획득된다고 주장한다.

### 시드니 알스트롬의 정리[1]
역사학자 시드니 알스트롬은 리드의 철학을 다음과 같이 네 가지로 요약하였다.
1. 철학은 과학적인 관찰에 의존한다. 그 관찰의 주요 목적은 자기인식이며, 타인의 외적 행동이 아니다.
2. 자각을 관찰하는 것은 경험보다 선행하며 독립적인 것이다.
3. 지적인 존재만이 감각에 효율적인 원인이 될 수 있다.
4. 도덕의 첫번째 원칙들은 자명한 직관들이다. 도덕적 판단들은 비도덕적 판단으로부터 끌어낼 수 없다.

## 조나단 에드워즈와의 관계
리드는 에드워즈의 '의지의 자유'를 읽고 요약하고 에드워즈의 핵심 원리들을 수용하였으나, 에드워즈의 칼빈주의적 필연론을 자신의 철학을 확립하는 데에 적용하지 못하였다.
1. ↑  Ahlstrom, Sydney E. (1955년 9월). “The Scottish Philosophy and American Theology”. 《Church History》 24 (3): 257–272. doi:10.2307/3162115. ISSN 0009-6407.
2. ↑  Edwards, Jonathan, 1703-1758, (2017). 《Chayu ŭiji》. Sŏul T'ŭkpyŏlsi: Holy WavePlus. ISBN 979-11-6129-010-2.